# كال جونز
كال جونز (بالإنجليزية: Cal Jones)‏ هو لاعب كرة القدم الكندية أمريكي، ولد في 7 فبراير 1933 في ستوبنفيل في الولايات المتحدة، وتوفي في 9 ديسمبر 1956 في Slesse Mountain ‏ في كندا.